# أكرايفنيا
أكريفنيون (Ακραίφνιον) هي بلدة في فويوتيا في مقاطعة كينتريكي إلادا في اليونان.
يبلغ عدد سكانها حوالي 1087 نسمة.